# Colin Bass
Colin Bass (né le 4 mai 1951) est un musicien britannique, producteur de disques et auteur-compositeur primé. Depuis 1979, il est membre du groupe rock progressif britannique Camel, qui, après une interruption de dix ans en raison de la mauvaise santé du leader du groupe, Andrew Latimer, est revenu en tournée active en 2013. De 1984 à 1992, il était également un personnage clé dans le groupe pionnier de World Music 3 Mustaphas 3. Il a également réalisé deux albums solo sous son propre nom et trois albums enregistrés en Indonésie sous le nom de Sabah Habas Mustapha. La chanson titre du premier, Denpasar Moon, est devenue une chanson très populaire en Indonésie au milieu des années 90 et a été interprétée par plus de 50 artistes indonésiens, malaisiens, japonais et philippins. En tant que producteur de disques, il a collaboré avec divers artistes internationaux, notammentb: Klezmatics (États-Unis), SambaSunda (Indonésie), Daniel Kahn & The Painted Bird (États-Unis), Krar Collective (Éthiopie), Etran Finatawa (Niger) et 9Bach ( Pays de Galles) parmi d’autres. En tant qu'artiste invité, il a figuré sur les albums de nombreux artistes de renommée internationale, dont la célèbre chanteuse malienne Oumou Sangare, sur tous les morceaux de son album de 1993, Ko Sira. 

## L'histoire
Bass est né à Londres et a commencé à jouer professionnellement en 1968 en tant que guitariste avec un groupe appelé Krisis, jouant sur le circuit britannique de clubs et de salles de bal, après quoi il passa à la basse et rejoignit le Velvet Opera en 1970 avec lequel il réalisa ses premiers enregistrements. Spark Records. 
En 1971, il rejoint le groupe The Foundations, groupe de référence des années 60, et passe une année à jouer dans les clubs de cabaret, principalement dans le nord de l'Angleterre.
En 1971, il rencontre Ernie Graham, ancien membre d'Eire Apparent, et forme avec le guitariste Jonathan Glemser le groupe Clancy. Le groupe fait maintenant partie de la scène grandissante de la scène pub-rock londonienne et signe brièvement avec Island Records avant d'être abandonné après des divergences avec le producteur Muff Winwood.
Peu de temps après, le groupe signe avec Warner Brothers et enregistre deux albums : Seriously Speaking (1974) et Every Day (1975). Les deux formations étaient les suivantes : Colin Bass (basse, voix), Ernie Graham (guitare, chant), Gasper Lawal (percussions), Dave Vasco (guitare), Dave Skinner (claviers, chant) et Barry Ford (batterie).
Clancy se sépare en 1976 et Colin rejoint Steve Hillage, qui forme un groupe pour promouvoir l'album L lors d'une tournée de six mois en Europe et aux États-Unis. Le groupe comprenait l'ancien batteur de Jethro Tull, Clive Bunker.
En 1977, Bass est invité par le saxophoniste et compositeur américain Jim Cuomo, qui a joué de temps en temps avec Clancy, à participer à sa comédie musicale Woe Babylon au Festival d'Edimbourg. Le pianiste Ollie Marland et le batteur Miguel Olivares faisaient partie du groupe. Ce quatuor est devenu un projet connu sous le nom de Casual Band. Olivares a ensuite été remplacé par l'ancien batteur de Back Door, Tony Hicks. Les enregistrements ont été réalisés avec le producteur Tom Newman mais n'ont jamais été publiés.
En 1979, Laurie Small, directeur de la tournée de Steve Hillage, a présenté Colin au groupe Camel. Andrew Latimer (guitare, chant), Andy Ward (batterie) et les claviéristes Kit Watkins (ex-Happy The Man) et Jan Schelhaas (ex-Caravan) étaient membres du groupe. Suivirent deux albums I Can See Your House From Here (1979) et Nude (1980) et leurs tournées internationales respectives.
En 1981, à la fin de la tournée Nude, les problèmes de santé d'Andy Ward ont conduit à la dissolution du groupe par Andrew Latimer. Bass a déménagé à Paris où il a enregistré un album et s'est produit en concert avec son ancien collègue Jim Cuomo.
De retour au Royaume-Uni en 1983, il a occupé un poste d'enseignant, joué dans des sessions et donné des concerts dans des clubs et des pubs, jusqu'à ce qu'Andrew Latimer l'invite à rejoindre Camel à nouveau pour la tournée 1984 de Stationary Traveller. La même année, il commence à jouer avec le groupe anglo-ghanéen Orchestra Jazira, ce qui le conduit à être intronisé dans le groupe pionnier de musique du monde 3 Mustaphas 3, qui le renommera alors Sabah Habas Mustapha. 
Entre 1985 et 1991, 3 Mustaphas 3 ont enregistré quatre albums complets ainsi que plusieurs singles et EP et ont créé un véritable culte pour leurs concerts. Ils ont effectué des tournées aux États-Unis, en Europe, au Japon et également dans les pays de l'Est, à savoir l'Allemagne de l'Est, la Hongrie et la Bulgarie .
Lorsque 3 Mustaphas 3 ont cessé leurs activités en 1991, Colin s'est rendu en Indonésie où, au cours des dix années suivantes, il a enregistré trois albums solo avec des musiciens indonésiens sous le nom de Sabah Habas Mustapha. Le premier, Denpasar Moon (1994), a été enregistré à Jakarta et a exploré les sons du style de musique populaire Dangdut. La chanson titre est devenue un hit majeur en Indonésie sous la forme d'une reprise d'un chanteur philippin appelé Maribeth. Elle a ensuite été enregistrée par plus de 50 artistes indonésiens différents, ainsi que par des artistes de Malaisie et du Japon.
En 1997, Colin a fondé le label Kartini Music dont le premier album était un autre disque de Sabah Habas Mustapha, Jalan Kopo, enregistré à Bandung (Indonésie) et influencé cette fois par les sons de la province de Sunda, dans l'ouest du Java. Le titre extrait de cet album est joué comme musique de pré-spectacle pour le spectaculaire feu d'artifice nocturne / aquatique IllumiNations : Reflections of Earth à Epcot, situé à Walt Disney World à Orlando, en Floride.
Parallèlement, dans les années 1990, un Camel rajeuni est revenu sur les lieux après une longue période d’inactivité due à un différend juridique prolongé avec la direction précédente. En 1991, Andrew Latimer, désormais installé en Californie, invite Colin à participer à l'enregistrement de Dust and Dreams, la première sortie de son propre label Camel Productions, suivie d'une tournée mondiale en 1992 avec le line-up de Latimer Bass et Mickey Simmonds (claviers) et Paul Burgess (batterie).
Entre cette date et 2003, Camel a sorti trois autres albums studio et a ensuite effectué des tournées documentées avec des disques live et des DVD.
En 1998, Kartini Music a lancé le premier album de Colin sous son nom : An Outcast of the Islands. Enregistré en Pologne et en Californie avec Andrew Latimer à la guitare, le batteur de Camel de l'époque, Dave Stewart, et plusieurs musiciens polonais, cet album a suscité des éloges et a contribué à l'établissement de sa réputation en Pologne. Les tournées suivantes ont produit deux albums live : Live at Polskie Radio 3 (1999) et Live Vol.2: Acoustic Songs (2000).
En 2000, un autre album de Sabah Habas Mustapha a également été enregistré à Bandung : So La Li. Il explore plus qu'auparavant les sons de la région du Sundanese et présente à nouveau le multi-instrumentiste Ismet Ruchimat et plusieurs musiciens de son groupe SambaSunda. So La Li a été salué par la critique et a été nommé pour un BBC Radio 3 World Music Award.
Il a vécu à Berlin, en Allemagne, de 1988 à 2011. De 1994 à la fin de 2008, il a écrit et présenté une émission radiophonique hebdomadaire pour RBB Radio Multikulti et WDR Funkhaus Europa en Allemagne : Sabah am Sonntag, présentant des pièces rares et des curiosités musicales du monde entier.
En 2012, il s'installe au nord du Pays de Galles, au Royaume-Uni, et crée Wild End Studio.
En 2013, il s'est rendu au Niger pour produire un album pour Etran Finatawa, enregistré dans une tente dans le désert du Sahara. La même année, Camel est revenu sur la scène avec une tournée européenne et un DVD live enregistré lors de leur concert au London Barbican.
En 2014, il a coproduit l'album Tincian du groupe gallois 9Bach, avec post-production et mixage terminés aux studios Wild End. Camel s'est embarqué dans la deuxième partie de la tournée européenne «Snow Goose».
En 2015, une autre tournée européenne de Camel et 9Bach a remporté la catégorie «Meilleur album» aux Bolk Radio Awards 2 de la BBC pour Tincian.

## Discographie

### Solo
- 1998: An Outcast of the Islands
- 1998: As Far as I Can See EP
- 1999: Denpasar Moon EP
- 1999: Live at Polskie Radio 3 2 CD
- 1999: Poznań Pie – Live in Concert VHS
- 2000: Live Vol. 2 – Acoustic Songs
- 2002: Gently Kindly
- 2003: In the Meantime
- 2003: An Outcast of the Islands – Remasterisé + 3 pièces bonus
- 2005: Planetarium – Avec Józef Skrzek
- 2006: In the Meantime – Remasterisé + 5 pièces bonus
- 2012: An Outcast of the Islands - Réédition
- 2015: At Wild End

### Sabah Habas Mustapha
- 1994: Denpasar Moon
- 1998: Jalan Kopo
- 1999: So La Li
- 2004: Denpasar Moon

### Camel
- 1979: I Can See Your House from Here
- 1981: Nude
- 1984: Pressure Points: Live in Concert (live, 11 mai 1984, Hammersmith Odeon, Londres)
- 1991: Dust and Dreams
- 1993: Never Let Go (1993) (live, 5 septembre 1992, Enschede, Pays-Bas) 2 CD
- 1996: Harbour of Tears
- 1997: On the Road 1981 (1997) (live, BBC radio, 2 avril 1981, Hammersmith Odeon, Londres)
- 1998: Coming of Age (1998) (live, 13 mars 1997, Billboard, Los Angeles, USA) – Live CD et DVD
- 1999: Rajaz
- 2001: The Paris Collection (2001) (live, 30 septembre 2000, Bataclan, Paris, France)
- 2002: A Nod and a Wink
- 2013: The Snow Goose (Nouvelle version réenregistrée)

### 3 Mustaphas 3
- 1986: Orchestra BAM de Grand Mustapha International and (Jolly) Party – Local Music
- 1987: Shopping
- 1990: Soup of the Century
- 1991: Friends, Fiends & Fronds
- 2001: Play Musty for Me

### Producteur
- 1989: Chisi by Stella Chiweshe (Piranha)
- 2005: Rahwana's Cry by SambaSunda (Network Medien)
- 2010: Tarkat Tajje / Let's Go! by Etran Finatawa (Riverboat/WMN)
- 2010: Lost Causes by Daniel Kahn & The Painted Bird (Oriente)
- 2011: Java by SambaSunda Quintet (Riverboat/WMN)
- 2012: Ethiopia Super Krar by Krar Collective (Riverboat/WMN)
- 2012: Go Calypsonian by Lord Mouse and the Kalypso Katz (Piranha Music)
- 2012: Anewala - Walking Man by Alhousseini Anivolla (Riverboat/WMN)
- 2013: The Sahara Sessions by Etran Finatawa (Riverboat/WMN)
- 2014: Tincian by 9Bach (Real World Records)